# Llar

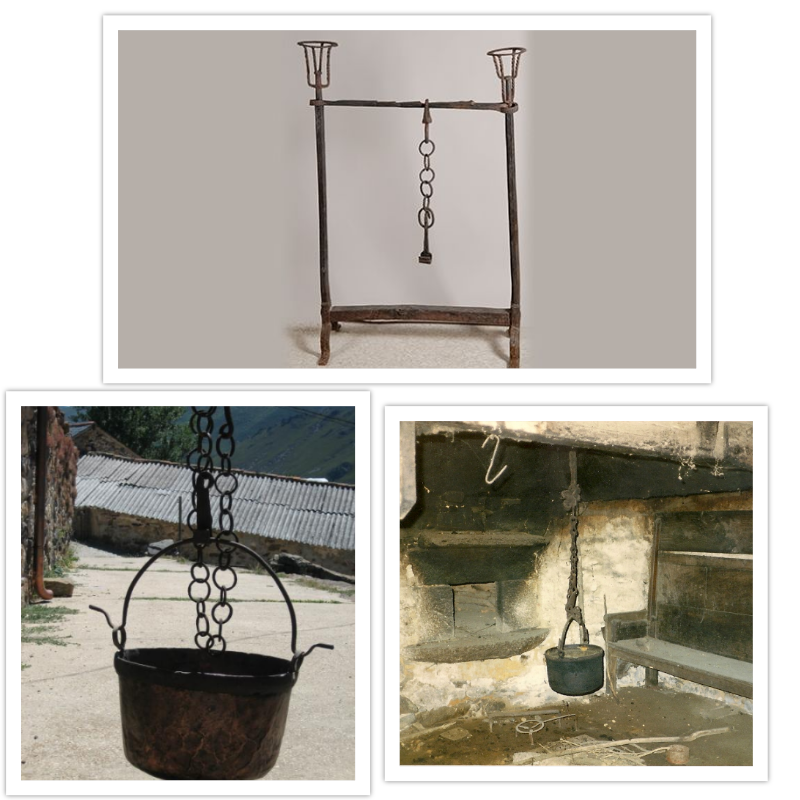
Tipología del llar.

El llar o la llar (término usado en ambos géneros según las regiones, o en su plural llares) hace referencia a un conjunto de instrumentos de la cocina popular de tradición rural. y más específicamente a la cadena de hierro usada para colgar recipientes, comida o cacharrería diversa sobre el hogar. Objeto cuyo uso se ha perdido, es habitual en las almonedas y tiendas de anticuarios, y en museos etnográficos, de la vida rural o de temas antropológicos. Es símbolo usado en heráldica y en toponimia (como por ejemplo Los Llares).

## Etimología y uso
Del latín «lar, laris» (hogar), se registra su uso en Asturias, Región leonesa, Cantabria, Castilla, Madrid, Navarra o País Vasco, con las correspondiente variaciones dialectales o idiomáticas, y casi siempre asociado a la cadena utilizada para colgar el caldero, pero tampoco exclusivamente. En La Rioja se documenta que «sujeta los cacharros suspendidos sobre el fuego», y en Aragón se identifica con el «cremallo», y con sus supersticiones, como que cuando los llares quedaban bailando, era una mala señal que anunciaba desgracias. También era frecuente en los graneros, como percha para la matanza del cerdo (jamones, chorizos etc.).

## En las ferrerías navarras

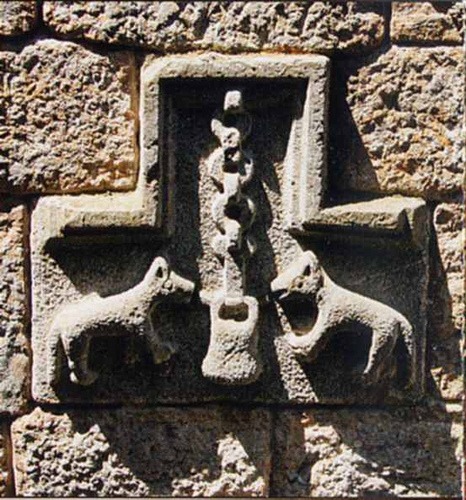
Llares en el escudo de la Casa de Loyola

Guadalupe González-Hontoria, citando la obra monumental recopilada por Pascual Madoz, enumera algunas importantes ferrerías navarras, como las de las Cinco Villas de la Montaña o, en Irati, las precedentes a la fábrica de Orbaiceta. También, y recuperando los textos y estudios de Julio Caro Baroja, destaca los trabajos de forja de la herrería navarra y vasca, con imaginativos diseños y formas en los «hierros para colgar la cadena del llar», simulando cabezas de diversos animales, en especial crestas de gallos.